# Monumento a Roberto Franceschi
Il monumento a Roberto Franceschi è un'opera collettiva posta in via Bocconi a Milano.

## Descrizione dell'opera
Il monumento è costituito da un maglio degli anni '30, privo di alcune parti. Fu posizionato in via Bocconi nel 1977 a ricordo dello studente Roberto Franceschi ucciso nel 30 gennaio 1973.
Ai piedi del maglio è presente una targa con la scritta: «A Roberto Franceschi e a tutti coloro che nella Nuova Resistenza / dal '45 ad oggi caddero nella lotta per affermare che / i mezzi di produzione devono appartenere al proletariato».
Nel gennaio 2013 fu donato dalla Fondazione Franceschi alla città di Milano.